# Nastri d'argento 1991
La 46ª edizione dei Nastri d'argento si è svolta il 16 marzo 1991 a Roma.

## Vincitori e candidati
I vincitori sono indicati in grassetto, a seguire gli altri candidati.

### Regista del miglior film
- Gianni Amelio - Porte aperte
- Marco Risi - Ragazzi fuori
- Bernardo Bertolucci - Il tè nel deserto
- Paolo e Vittorio Taviani - Il sole anche di notte
- Gabriele Salvatores - Turné

### Migliore regista esordiente
- Sergio Rubini - La stazione
- Michele Placido - Pummarò
- Livia Giampalmo - Evelina e i suoi figli

### Miglior produttore
- Mario Cecchi Gori e Vittorio Cecchi Gori - per il complesso della produzione
- Domenico Procacci - La stazione
- Angelo Rizzoli - per il complesso della produzione
- Giovanni Di Clemente - Il male oscuro
- Claudio Bonivento - per il complesso della produzione

### Miglior soggetto originale
- Giuseppe Tornatore - Stanno tutti bene
- Claudia Sbarigia, Gloria Malatesta e Francesca Archibugi - Verso sera
- Aurelio Grimaldi e Marco Risi - Ragazzi fuori
- Paolo Virzì, Fabrizio Bentivoglio, Francesca Marciano ed Alessandro Vivarelli - Turné
- Cristina Comencini - I divertimenti della vita privata

### Migliore sceneggiatura
- Suso Cecchi D'Amico e Tonino Guerra - Il male oscuro
- Luigi Magni - In nome del popolo sovrano
- Vincenzo Cerami e Gianni Amelio - Porte aperte
- Filippo Ascione, Umberto Marino e Sergio Rubini - La stazione
- Cristina Comencini e Gérard Brach - I divertimenti della vita privata

### Migliore attrice protagonista
- Margherita Buy - La stazione
- Carla Benedetti - Matilda
- Pamela Villoresi - Pummarò
- Stefania Sandrelli - Evelina e i suoi figli
- Elena Sofia Ricci - Ne parliamo lunedì

### Migliore attore protagonista
- Marcello Mastroianni - Verso sera
- Diego Abatantuono - Turné
- Giancarlo Giannini - Il male oscuro
- Paolo Villaggio - La voce della Luna
- Gian Maria Volonté - Porte aperte

### Migliore attrice non protagonista
- Zoe Incrocci - Verso sera
- Nathalie Guetta - I divertimenti della vita privata
- Giovanna Ralli - Verso sera
- Elisabetta Pozzi - Maggio musicale
- Milena Vukotic - Fantozzi alla riscossa

### Migliore attore non protagonista
- Ennio Fantastichini - Porte aperte
- Giancarlo Giannini - I divertimenti della vita privata
- Paolo Panelli - Verso sera
- Massimo Wertmüller - Il viaggio di Capitan Fracassa
- Maurizio Prollo, Francesco Benigno, Roberto Mariano, Alfredo Li Bassi ed Alessandra Di Sanzo - Ragazzi fuori

### Migliore musica
- Nicola Piovani - La voce della Luna, In nome del popolo sovrano, Il male oscuro ed Il sole anche di notte

### Migliore fotografia
- Vittorio Storaro - Il tè nel deserto

### Migliore scenografia
- Luciano Ricceri e Paolo Biagetti - Il viaggio di Capitan Fracassa

### Migliori costumi
- Odette Nicoletti - Il viaggio di Capitan Fracassa

### Migliori doppiaggi femminile e maschile
- Micaela Giustiniani - per la voce di Jessica Tandy in A spasso con Daisy
- Tonino Accolla - per la voce di Kenneth Branagh in Enrico V

### Regista del miglior cortometraggio
- Ursula Ferrara - Amore asimmetrico

### Miglior produttore di cortometraggi
- Enel - per il complesso della produzione 1990

### Regista del miglior film straniero
- Luc Besson - Nikita
- Jane Campion - Un angelo alla mia tavola (An Angel at My Table)
- Martin Scorsese - Quei bravi ragazzi (Goodfellas)
- David Lynch - Cuore selvaggio (Wild at Heart)
- Warren Beatty - Dick Tracy

### Nastro d'argento europeo
- Philippe Noiret
- Kenneth Branagh - Enrico V
- Isabelle Adjani
- Peter Brook - Il Mahabharata
- Aki Kaurismäki - La fiammiferaia